# Vigdsjön
Vigdsjön är en sjö i Sollefteå kommun i Ångermanland och ingår i Ångermanälvens huvudavrinningsområde. Sjön har en area på 1,11 kvadratkilometer och ligger 212,2 meter över havet. Sjön avvattnas av vattendraget Vigdan (Ottjärnån). Vid provfiske har bland annat abborre, gers, gädda och löja fångats i sjön.

## Delavrinningsområde
Vigdsjön ingår i det delavrinningsområde (704730-155623) som SMHI kallar för Utloppet av Vigdsjön. Medelhöjden är 253 meter över havet och ytan är 24,87 kvadratkilometer. Räknas de 6 avrinningsområdena uppströms in blir den ackumulerade arean 99,66 kvadratkilometer. Vigdan (Ottjärnån) som avvattnar avrinningsområdet har biflödesordning 2, vilket innebär att vattnet flödar genom totalt 2 vattendrag innan det når havet efter 92 kilometer. Avrinningsområdet består mestadels av skog (82 procent). Avrinningsområdet har 1,09 kvadratkilometer vattenytor vilket ger det en sjöprocent på 4,4 procent.

## Fisk
Vid provfiske har följande fisk fångats i sjön:
- Abborre
- Gärs
- Gädda
- Löja
- Mört